# Darius Garland

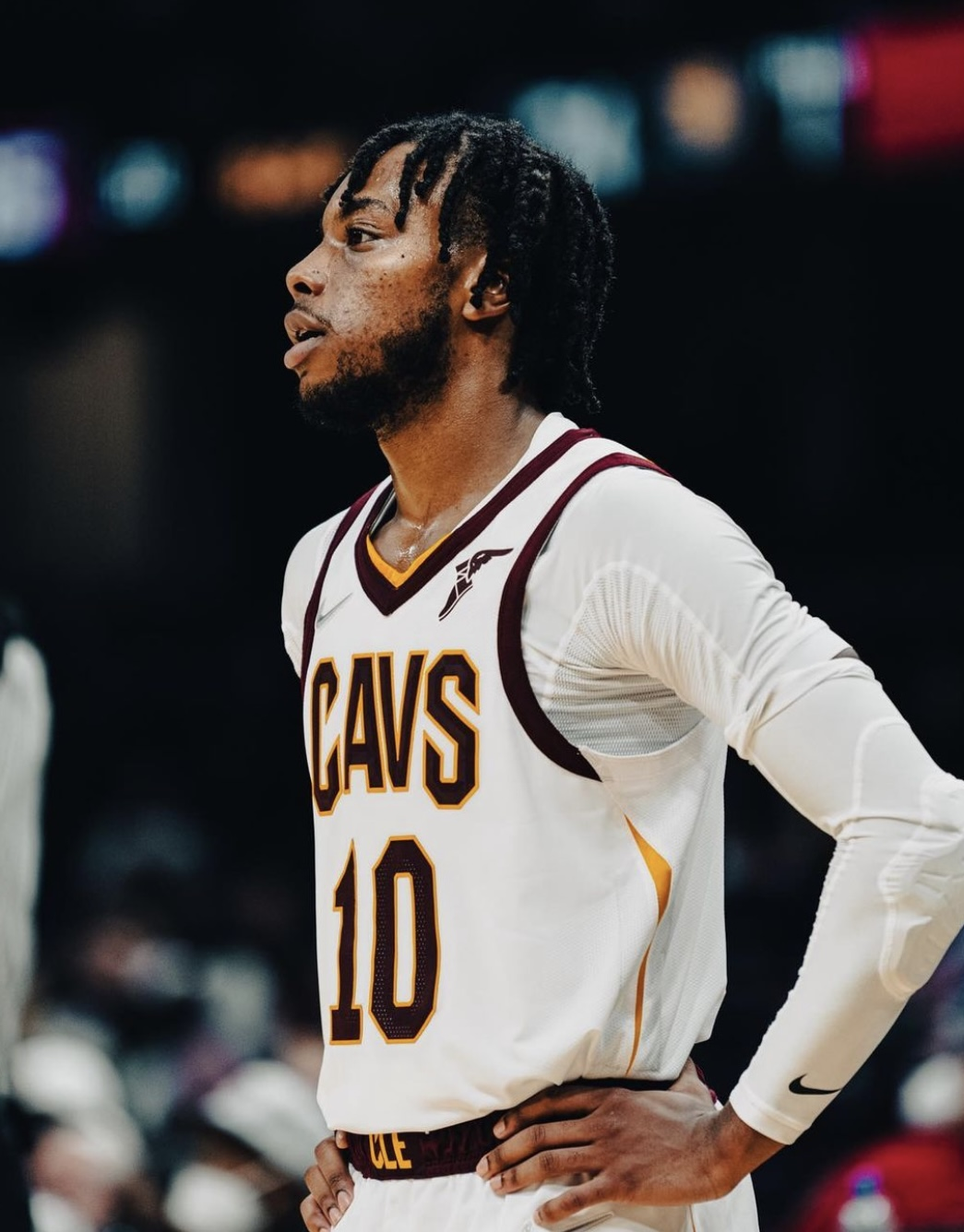
Darius Garland, 2022.

Darius Kinnard Garland, född 26 januari 2000 i Gary i Indiana, är en amerikansk professionell basketspelare (PG) som spelar för Cleveland Cavaliers i National Basketball Association (NBA).
Han draftades av Cleveland Cavaliers i första rundan i 2019 års draft som femte spelare totalt.
Innan Garland blev proffs studerade han vid Vanderbilt University och spelade för deras idrottsförening Vanderbilt Commodores.
Han är son till Winston Garland.